# Necro Butcher
Dylan Keith Summers (né le 13 juillet 1973 à Morgantown, Virginie-Occidentale) plus connu sous le nom de ring de Necro Butcher est un catcheur américain. Connu pour ses matchs de catch hardcore, il travaille dans diverses fédérations du circuit indépendant américain.

## Jeunesse et débuts dans le catch
Summers grandit en Virginie-Occidentale, enfant il est un fan de catch et notamment d'Hulk Hogan et de l'Ultimate Warrior. Dès l'âge de 15 ans, il obtient son diplôme de fin d'études secondaire. Il fait aussi partie de l'équipe de lutte de son lycée et envisage alors de devenir commentateur sportif. Il s'engage dans l'US Army.
Alors qu'il réside au Texas et qu'il fait des échanges de VHS de catch sur internet, il entre en contact avec des catcheurs locaux qui l'invitent à faire quelques matchs. Il commence à s'entraîner en juin 1997 et fait son tout premier match le 2 janvier 1998.
Le 28 mars 1999, il remporte son premier titre en devenant champion hardcore de l'Insane Hardcore Wrestling. Le 29 mai, il obtient le titre de champion hardcore de la Texas Championship Wrestling et perd ce titre le 31 juillet.
En 2000, il travaille principalement pour la National Wrestling Alliance Southwest (NWA Southwest) où il remporte à quatre reprises le championnat hardcore du Texas.

## Combat Zone Wrestling (2002-2012)
Il fait son premier match à la Combat Zone Wrestling (CZW), une fédération de catch hardcore basée en Pennsylvanie, le 31 août 2002 au cours de la première édition du Tournament of Death où Wifebeater l'élimine au premier tour. Il affronte ce dernier le 14 septembre où il affronte ce dernier pour le titre de champion poids-lourds des Deathmatchs de la Big Japan Pro Wrestling (BJW) mais ce match se conclut sur un No contest.
Il revient à la CZW pour le Tournament of Death le 26 juillet 2003 où il élimine Corporal Robinson (en) au premier tour dans un Four Corner of Pain avant de se faire sortir par Ian Rotten en demi-finale dans un match où les fans aménent les armes.